# Floyon
Floyon is een gemeente in het Franse Noorderdepartement (regio Hauts-de-France) en telt 502 inwoners (2005). De plaats maakt deel uit van het arrondissement Avesnes-sur-Helpe.

## Geografie
De oppervlakte van Floyon bedraagt 17,7 km², de bevolkingsdichtheid is 28,4 inwoners per km².
De onderstaande kaart toont de ligging van Floyon met de belangrijkste infrastructuur en aangrenzende gemeenten.

## Demografie
Onderstaande figuur toont het verloop van het inwonertal (bron: INSEE-tellingen).

## Geboren
- Ursmarus van Lobbes (644-713), katholieke heilige